# Селимов, Нермедин
Нермедин Селимов Хюсеинов (болг. Нермедин Селимов Хюсеинов; 3 января 1953, Бисерци, Разградская область, Болгария) — болгарский борец вольного стиля, бронзовый призёр Олимпийских игр, двукратный чемпион Европы.

## Биография
Нермедин Селимов родился 3 января 1953 года в городе Бисерци Разградской области. С детства занимался борьбой.

## Достижения
- Бронзовый призёр Олимпийских игр — 1980
- Двукратный чемпион Европы — 1978, 1980